# Washington (Nebraska)
Washington és una població dels Estats Units a l'estat de Nebraska. Segons el cens del 2000 tenia 126 habitants.

## Demografia
Segons el cens del 2000, Washington tenia 126 habitants, 49 habitatges, i 39 famílies. La densitat de població era de 286,2 habitants per km².
Dels 49 habitatges en un 30,6% hi vivien nens de menys de 18 anys, en un 71,4% hi vivien parelles casades, en un 8,2% dones solteres, i en un 18,4% no eren unitats familiars. En el 16,3% dels habitatges hi vivien persones soles el 6,1% de les quals corresponia a persones de 65 anys o més que vivien soles. El nombre mitjà de persones vivint en cada habitatge era de 2,57 i el nombre mitjà de persones que vivien en cada família era de 2,9.
Per edats la població es repartia de la següent manera: un 23,8% tenia menys de 18 anys, un 5,6% entre 18 i 24, un 27% entre 25 i 44, un 23,8% de 45 a 60 i un 19,8% 65 anys o més.
L'edat mediana era de 40 anys. Per cada 100 dones de 18 o més anys hi havia 95,9 homes.
La renda mediana per habitatge era de 50.000 $ i la renda mediana per família de 55.000 $. Els homes tenien una renda mediana de 38.125 $ mentre que les dones 28.125 $. La renda per capita de la població era de 19.784 $. Cap de les famílies estaven per davall del llindar de pobresa.

## Poblacions més properes
El següent diagrama mostra les poblacions més properes.